# Феддеринген
Феддеринген (нем. Fedderingen) — община в Германии, в земле Шлезвиг-Гольштейн. 
Входит в состав района Дитмаршен. Подчиняется управлению КЛьГ Хеннштедт.  Население составляет 283 человека (на 31 декабря 2010 года). Занимает площадь 9,69 км².